# Paul Flechsig
Pour les articles homonymes, voir Flechsig.
Paul Emil Flechsig (29 juin 1847 - 22 juillet 1929) est un neuroanatomiste et neuropathologiste allemand rattaché à l'Université de Leipzig. Il est le médecin du président Daniel Paul Schreber.
Le faisceau de Flechsig est nommé en son honneur.

## Biographie
Son père, Emil Flechsig, est diacre de l'église Sainte-Marie de Zwickau où, étudiant en théologie, il partage en 1828 un logement avec le futur compositeur Robert Schumann.
Paul Flechsig étudie la médecine de 1865 à 1870 à l'université de Leipzig sous la direction d'Ernst Heinrich Weber, d'Eduard Friedrich Weber (de) et de Carl Ludwig. Il soutient sa thèse consacrée à la méningite syphilitique en 1870 à Leipzig. Il devient en 1872 l'assistant d'Ernst Leberecht Wagner (de) à l'Institut de Pathologie de l'université. L'année suivante, Carl Ludwig lui confie la direction du département d'histologie. Il soutient sa thèse d'habilitation en 1875, consacrée aux « connexions nerveuses du cerveau et au canal médullaire chez l'Homme. » Nommé en 1877 professeur surnuméraire à la toute nouvelle chaire de Psychiatrie de l'université, il consacre sa leçon inaugurale, prononcée à l'université de Leipzig le 4 mars 1882, aux « Causes physiques des troubles de l'esprit » (Die körperlichen Grundlagen der Geistesstörungen) : Flechsig y critique le terme de « maladie de l'esprit » (Geisteskrankheit), lui préférant celui de « maladie nerveuse » (Nervenkrankheit), à ses yeux plus exacte.
Il est professeur titulaire de Psychiatrie de l'université de Leipzig de 1884 à 1921 chargé de l'organisation d'une nouvelle clinique d'aliénés. Il est recteur de l'université pour l'année académique 1894-95 ; dans son discours d'intronisation, Le cerveau et l'âme, il donne pour la première fois un aperçu de ses idées sur la localisation des fonctions cérébrales supérieures, fondée sur ses recherches neuroanatomiques. Son successeur sera Oswald Bumke.
Le plus illustre patient de Flechsig est le juriste Daniel Paul Schreber. Selon la journaliste américaine Janet Malcolm, l'essayiste Jeffrey M. Masson découvre dans la bibliothèque de Sigmund Freud un article de Flechsig de 1884, où il confie à Freud qu'il tente de soigner des hystéries et des névroses par castration ; toutefois, Sigmund Freud n'évoque nullement ce point dans son traité de Remarques psychanalytiques sur un cas de paranoïa (dementia paranoides) décrit sous forme autobiographique (1911) où, s'appuyant sur l'autobiographie du juriste, il se penche sur le cas de Schreber et ses relations avec Flechsig.

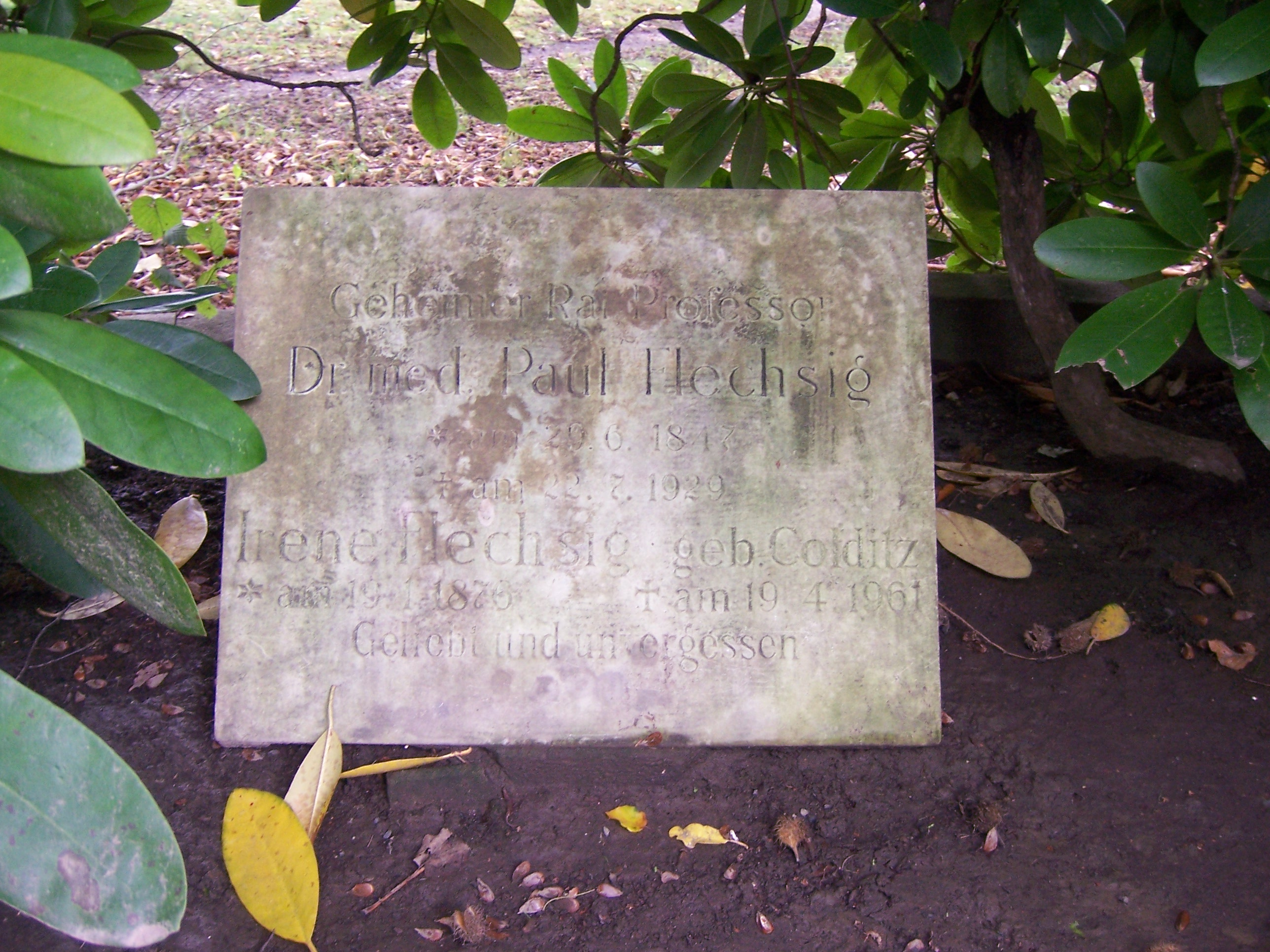
Épitaphe de Paul Flechsig et de sa femme au Cimetière du Sud (Leipzig), caveau familial Ludolf Colditz.

Membre titulaire dès 1885 de l’Académie des sciences de Saxe de Leipzig, il est élu membre de la Leopoldina en 1926. Il est promu docteur honoris causa de l'université de Leipzig et de l’Université d'Oxford.